# Algenfarne
Die Pflanzengattung Algenfarne (Azolla) gehört zur Familie der Schwimmfarngewächse (Salviniaceae). Die etwa sechs Arten gedeihen in den Tropen, teilweise bis in die Subtropen oder in warmgemäßigte Breiten, in Süßwasser.

## Beschreibung
Algenfarne sind frei auf der Wasseroberfläche treibende Pflanzen, die nicht durch Wurzeln im Gewässergrund verankert sind (Schwebepflanzen). Der kurze und dünne, horizontal auf der Wasseroberfläche ausgebreitete Spross ist reich verzweigt, seine Leitbündel bilden eine zentrale Protostele. Der Spross einer Einzelpflanze erreicht meist 3 bis 4 Zentimeter Länge, bei der Art Azolla nilotica erheblich mehr. Die Sprosse können mechanisch zerbrechen (fragmentieren), die Sprossabschnitte dienen dann der vegetativen Fortpflanzung. Die Wurzeln sind mit 3 bis 4 Zentimeter Länge recht kurz und unverzweigt, sie gehen einfach oder selten in Gruppen auf der Unterseite des Sprosses ab und treiben frei im Wasser, sie sind durch Chlorophyll grün gefärbt. Die wechselständigen Blätter sind sitzend, sie erreichen 0,5 bis 1,5 Millimeter Länge. Sie sitzen in zwei Reihen an der Oberseite des Sprosses an, teilweise dachziegelartig deckend. Jedes Blatt ist in zwei Abschnitte geteilt. Ein kleinerer Abschnitt steht nach oben, auf der Blattunterseite (abachsial) ist das Blatt ausgehöhlt, in der Höhlung sitzen symbiotische Cyanobakterien. Der größere, sehr dünne und nur teilweise grün gefärbte Blattabschnitt liegt der Wasseroberfläche auf. Seine Oberseite ist durch Papillen wasserabweisend und unbenetzbar. Die Blätter besitzen keine Blattadern.
Die Sporokarpien genannten Sporenbehälter der Algenfarne sitzen am unteren Blattabschnitt der ersten Blätter nach einer Verzweigung des Sprosses. Der obere Blattabschnitt bildet eine Hülle (Involukrum) dazu. Es sitzen jeweils zwei bis vier Sporokarpien pro Blatt beieinander. Algenfarne sind heterospor, die Sporokarpien bilden entweder zahlreiche (meist 64) kleine Mikrosporen oder jeweils nur eine einzige Makrospore aus. Bei den meisten Arten bilden die Mikrosporen Massulae genannte, durch eine ausgehärtete Kittsubstanz zusammengehaltene Ausbreitungseinheiten aus, die Glochidien genannte, ankerförmige Haken tragen.
Die Struktur der Makrosporen und die Form der Glochidien sind bedeutsam bei der Artbestimmung. Da die Pflanzen nur unter bestimmten Bedingungen Sporen bilden, sind die sterilen Pflanzen oft nicht sicher bis zur Art bestimmbar.
Die Prothallium genannten Gametophyten der Algenfarne entwickeln sich innerhalb der Sporen, bei den Mikrosporen innerhalb der Massulae. Diejenigen der Makrosporen entwickeln weibliche Archegonien, die der Mikrosporen männliche Antheridien. Die Antheridien setzen, durch eine Pore in den Massulae, begeißelte Spermatozoiden frei, die zu den Archegonien schwimmen und diese befruchten. Wird das erste Archegonium nicht befruchtet, wächst das Prothallium aus und bildet weitere aus. Die gesamte Entwicklung findet vermutlich schwimmend an der Wasseroberfläche statt.

## Symbiose mit Cyanobakterien
Algenfarne der Gattung Azolla sind die einzigen Farnpflanzen, die eine Symbiose mit stickstoff-fixierenden Cyanobakterien („Blaualgen“) eingegangen sind. Die symbiontische Art wurde meist Anabaena azollae genannt und der Gattung Anabaena zugeordnet, ursprünglich wurde sie als Nostoc azollae Strasburger in der Gattung Nostoc beschrieben. 1989 wurde sie als Trichormus azollae (Strasburger) Komarek & Anagnostidis der Gattung Trichormus zugeordnet. Obwohl die Verhältnisse nicht abschließend geklärt sind, hat sich dieser Name in der modernen Literatur durchgesetzt. Algenfarne werden von ihrem Symbionten mit Stickstoff versorgt, den diese mittels Stickstofffixierung aus der Luft gewinnen können. Sie sind daher von externen Stickstoffquellen, etwa gelösten Ionen im Wasser, unabhängig. Die Algenfarne geben die Symbionten bei der Fortpflanzung, also vertikal, direkt an ihre Nachkommen weiter. Beide sind durch spezielle biochemische Synthesewege aneinander gebunden und so voneinander abhängig. Die Cyanobakterien bilden Zellfäden, die vor allem in einer Höhlung auf der Blattunterseite bei etwa einem Drittel der Zellen stickstoff-fixierende Heterocysten ausbilden, Zellfäden kommen aber auch an den Spitzen der Algenfarn-Sprosse vor, bilden hier aber keine Heterocysten aus. Manchmal werden Akineten genannte Dauerzellen gebildet. Das Cyanobakterium hat die Fähigkeit zur effektiven Photosynthese stark reduziert, aber nicht völlig verloren, es ist auf die Pflanze zur Nährstoffversorgung angewiesen.
Durch die Symbiose wird der Algenfarn nicht nur selbst mit Stickstoff versorgt, er reichert auch den Lebensraum damit an. Algenfarne erhöhen so durch Düngung mittels Stickstofffixierung die Produktivität vor allem von Nassreis-Kulturen. Teilweise wird der Algenfarn geerntet und als Dünger auf weitere Felder ausgebracht.

## Ökologie, Verwendung und Bekämpfung
Algenfarne werden als Zierpflanzen in Gartenteichen oder Aquarien verwendet. Sie haben sich in vielen Teilen der Welt ausgebreitet. Teilweise haben sie sich zu einem „Unkraut“ entwickelt. In Deutschland trifft dies auf die Art Azolla filiculoides zu, welche vom Bundesamt für Naturschutz als „eingebürgerter Neophyt“ geführt wird. Der Rüsselkäfer Stenopelmus rufinasus wird erfolgreich zur biologischen Bekämpfung eingesetzt. In Ostasien wird die Art Azolla pinnata subsp. asiatica (syn. Azolla imbricata) gelegentlich als schädlich eingestuft.
Es wird vermutet, dass eine im Verlauf mehrerer hunderttausend Jahre in der Arktis wiederholt ablaufende „Blüte“ einer Algenfarn-Art sehr viel Kohlendioxid aus der Atmosphäre entfernt hatte. Dieses Azolla-Ereignis führte dazu, dass im Eozän vor 49 Millionen Jahren die Erde stark abkühlte und das globale Klima von einer Warmzeit in das bis heute bestehende Eiszeitalter überführt wurde, mit konstanter Vereisung an beiden Polen.

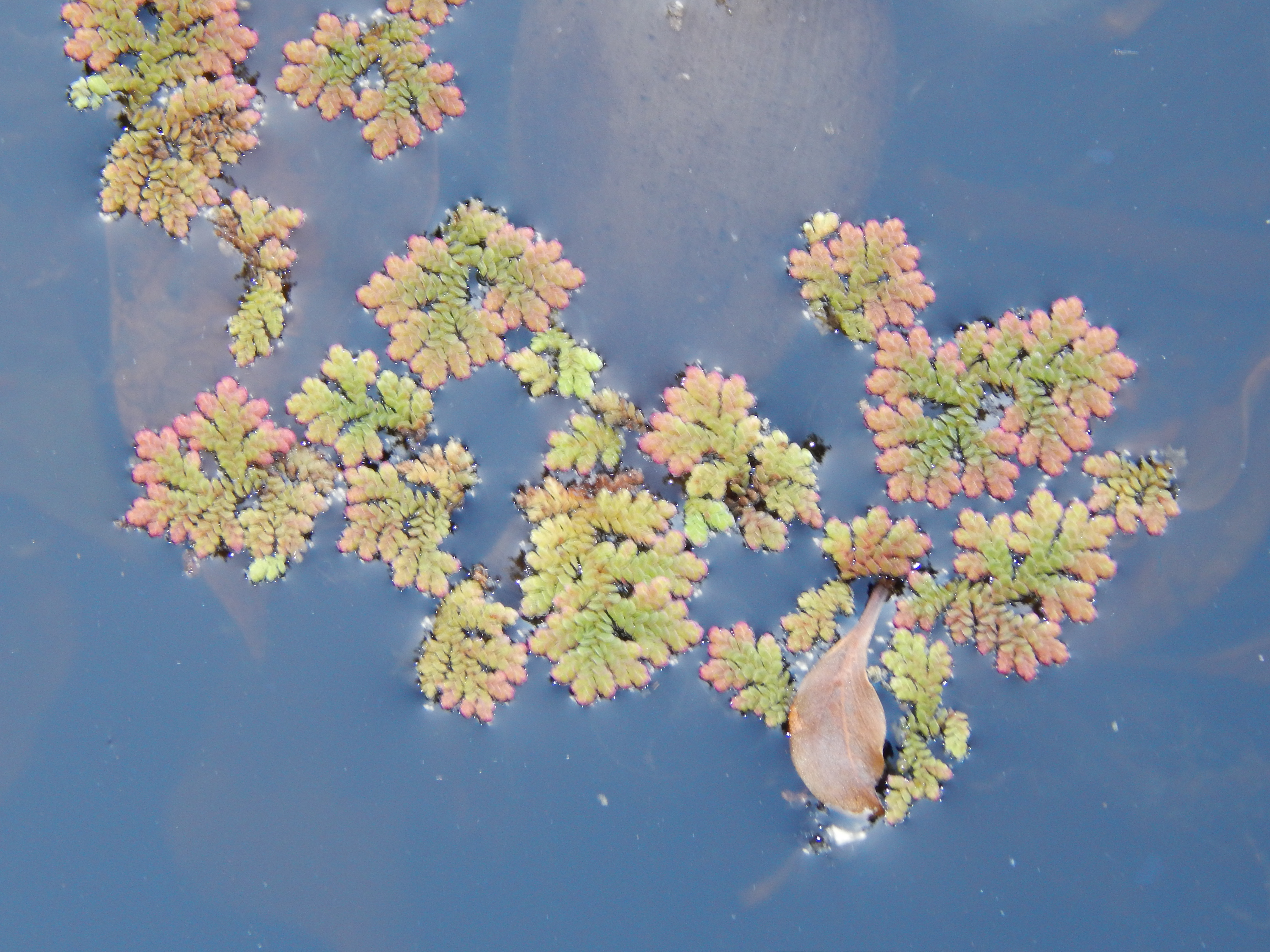
Gefiederter Algenfarn (Azolla pinnata)

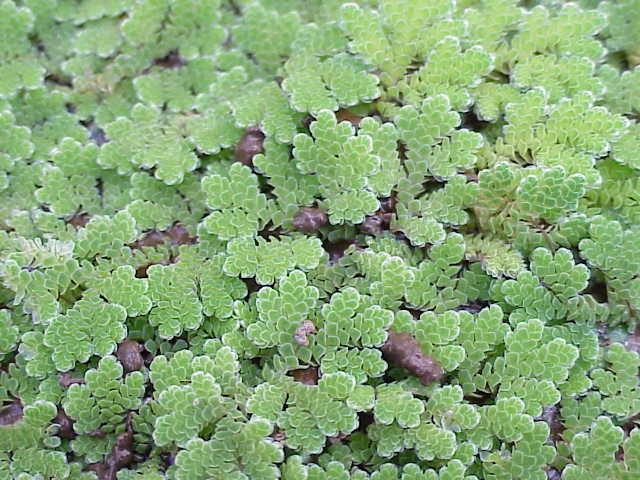
Kleiner Algenfarn (Azolla caroliniana) bildet dichte Teppiche auf der Wasseroberfläche

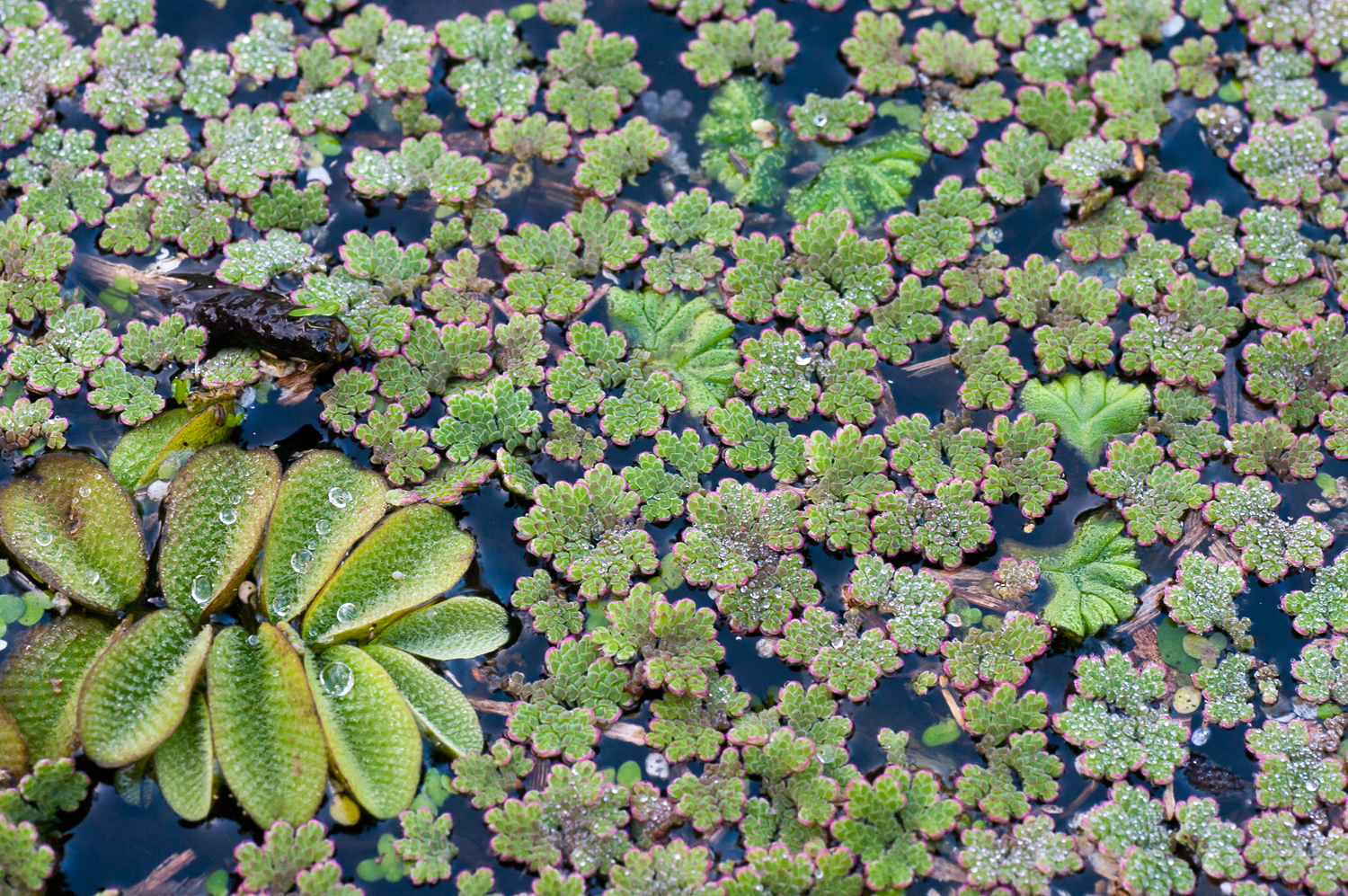
Herbstaspekt von Azolla filiculoides, hier vergesellschaftet mit dem Gemeinen Schwimmfarn (Salvinia natans, links) und dem Schwimmlebermoos (Ricciocarpos natans, rechts) an der Elbe

## Systematik
Die Gattung Azolla wurde durch Jean-Baptiste de Lamarck aufgestellt. Der Gattungsname Azolla leitet sich von griechischen Wörtern azo für Dürre und ollyo für töten ab, dies bezieht sich auf das Absterben des Algenfarns bei Trockenheit Früher wurden sie in eine eigene Familie Algenfarngewächse (Azollaceae Wettstein) gestellt.
Zur Gattung Azolla gehören folgende sechs Arten:

### Altweltliche Arten
- Nil-Algenfarn (Azolla nilotica Decne. ex Mett.): Er kommt im östlichen Afrika von Mosambik bis Äthiopien vor.
- Gefiederter Algenfarn (Azolla pinnata R.Br.): Es gibt drei Unterarten:
  - Azolla pinnata subsp. africana (Desv.) R.M.K.Saunders & K.Fowler: Er ist im tropischen und südlichen Afrika und in Madagaskar verbreitet.[11]
  - Azolla pinnata subsp. asiatica (Desv.) R.M.K.Saunders & K.Fowler: Er kommt in China, Japan, Indien, Pakistan, Nepal, Sri Lanka, Bangladesch, Thailand, Myanmar, Vietnam, Indonesien, auf den Philippinen und in Neuguinea vor.[11]
  - Azolla pinnata subsp. pinnata: Er kommt in Australien und Neukaledonien vor und ist in Indien, Neuseeland, den USA und diversen pazifischen Inseln ein Neophyt.
- Azolla rubra R.Br.: Er kommt in Australien und Neuseeland vor.

### Neuweltliche Arten
- Azolla caroliniana Willd.: Er ist ursprünglich in Nord-, Zentral- und Südamerika und auf Karibischen Inseln verbreitet. Er ist ein Neophyt in Thailand und Vietnam. Die Art wird von einigen Taxonomen nicht von der folgenden unterschieden und dann auch Kleiner Algenfarn genannt.
- Kleiner Algenfarn (Azolla cristata Kaulf., Syn. Azolla bonariensis Bertol., Azolla densa Desv., Azolla filiculoides subsp. cristata (Kaulf.) Fraser-Jenk., Azolla mexicana Schltdl. & Cham. ex Kunze, Azolla microphylla Kaulf., Azolla portoricensis Spreng.). Heimisch in Nord-, Mittel- und Südamerika, ein Neophyt in Süd- bis Mittel- und Osteuropa, in Afrika und auf einigen pazifischen Inseln.
- Großer Algenfarn (Azolla filiculoides Lam., Syn.: Azolla japonica Franch. & Sav.) Heimisch in Nord-, Mittel- und Südamerika, fast weltweit als Neophyt eingeschleppt.

## Belege